# 피리다진
피리다진(영어: pyridazine)은 인접한 위치에 두 개의 질소 원자를 가지고 있는 6원자 고리의 방향족 화합물이며, 분자식이 C4H4N2인 헤테로고리 유기 화합물이다. 피리다진은 끓는점이 208 °C인 무색 액체이다. 피리다진은 분자식이 C4H4N2인 두 가지 다른 화합물인 피리미딘과 피라진의 이성질체이다.

## 생성
피리다진은 자연에서 드문데, 이는 아마도 이러한 헤테로고리 화합물의 합성을 위한 공통적인 구성 요소인 하이드라진의 희소성을 반영하는 것일 수 있다. 피리다진의 구조는 크레다진, 피리다졸, 피리데이트와 같은 다수의 제초제 내에서 발견되는 흔한 약물작용발생단이다. 또한, 피리다진은 세포조프란, 카드랄라진, 미나프린, 피포페진, 하이드랄라진과 같은 여러 약물들의 구조 내에서도 발견된다.

## 합성
에밀 피셔는 피셔 인돌 합성에 대한 그의 고전적인 연구 과정에서 페닐하이드라진과 레불린산의 축합을 통해 최초로 피리다진을 제조했다. 모체가 되는 헤테로고리는 먼저 벤조(c)신놀린을 피리다진테트라카복실산으로 산화시킨 다음 탈카복실화하여 제조하였다. 다른 난해한 화합물을 포함하는 더 나은 경로는 말레산 하이드라자이드로 시작된다. 이러한 헤테로고리는 종종 1,4-다이케톤과 하이드라진 또는 4-케토산과 하이드라진의 축합을 통해 제조된다.

## 같이 보기
- 피라진
- 피리미딘